# Estadio Nuevo Mirandilla
Das Estadio Nuevo Mirandilla ist ein Fußballstadion in der spanischen Stadt Cádiz, Andalusien. Es ist die Heimspielstätte des Fußballclubs FC Cádiz.

## Geschichte
Es wurde zwischen Mai 1954 und August 1955 gebaut und hatte eine Kapazität von 22.000 Plätzen. Benannt ist es nach Ramón de Carranza, einem ehemaligen Bürgermeister von Cádiz. Eingeweiht wurde es am 3. September 1955 mit einem Spiel zwischen Cádiz und dem FC Barcelona, das die Elf aus Katalonien mit 4:0 gewann.
2005 wurde ein Teil des Stadions modernisiert und mit zusätzlichen Sitzplätzen ausgestattet, sodass seitdem 25.033 Zuschauer im Stadion Platz finden.
In einer Abstimmung soll die Anlage einen neuen Namen erhalten. Anhänger des FC Cádiz wollen sie nach dem Ende April 2020 an einer Krebserkrankung verstorbenen Ex-Fußballspieler Michael Robinson benennen lassen. Robinson spielte zwar nie für den FC Cádiz, aufgrund seiner jahrzehntelangen Expertentätigkeit in spanischen Sportmedien erfreute er sich aber großer Beliebtheit im Land, besonders in Cádiz. Er wurde zum Sohn der Stadt ernannt und soll auch bei der Vermittlung einiger Spieler zum FC Cádiz beteiligt gewesen sein. Die Stadt hat das Anliegen der Fans in den sozialen Netzwerken zur Kenntnis genommen und wolle in einer Wahl unter den Anhängern den neuen Namen bestimmen lassen. Es wird auch weitere Namensvorschläge in der Wahl geben.
Am 24. Juni 2021 erhielt die Heimat des FC Cádiz den Namen Estadio Nuevo Mirandilla. In einer Abstimmung wurde unter acht Vorschlägen der neue Name mit 25,8 % der 1068 gültigen Stimmen ausgewählt. An zweiter Stelle stand der Name Tacita de Plata mit 17,4 %, gefolgt von Ciudad de Cádiz (15,4 %), Bahía de Cádiz (14,2 %), Gadir (12,4 %), Gades (7,1 %), La Pepa (4 %) und La Laguna (3 %).

## Galerie

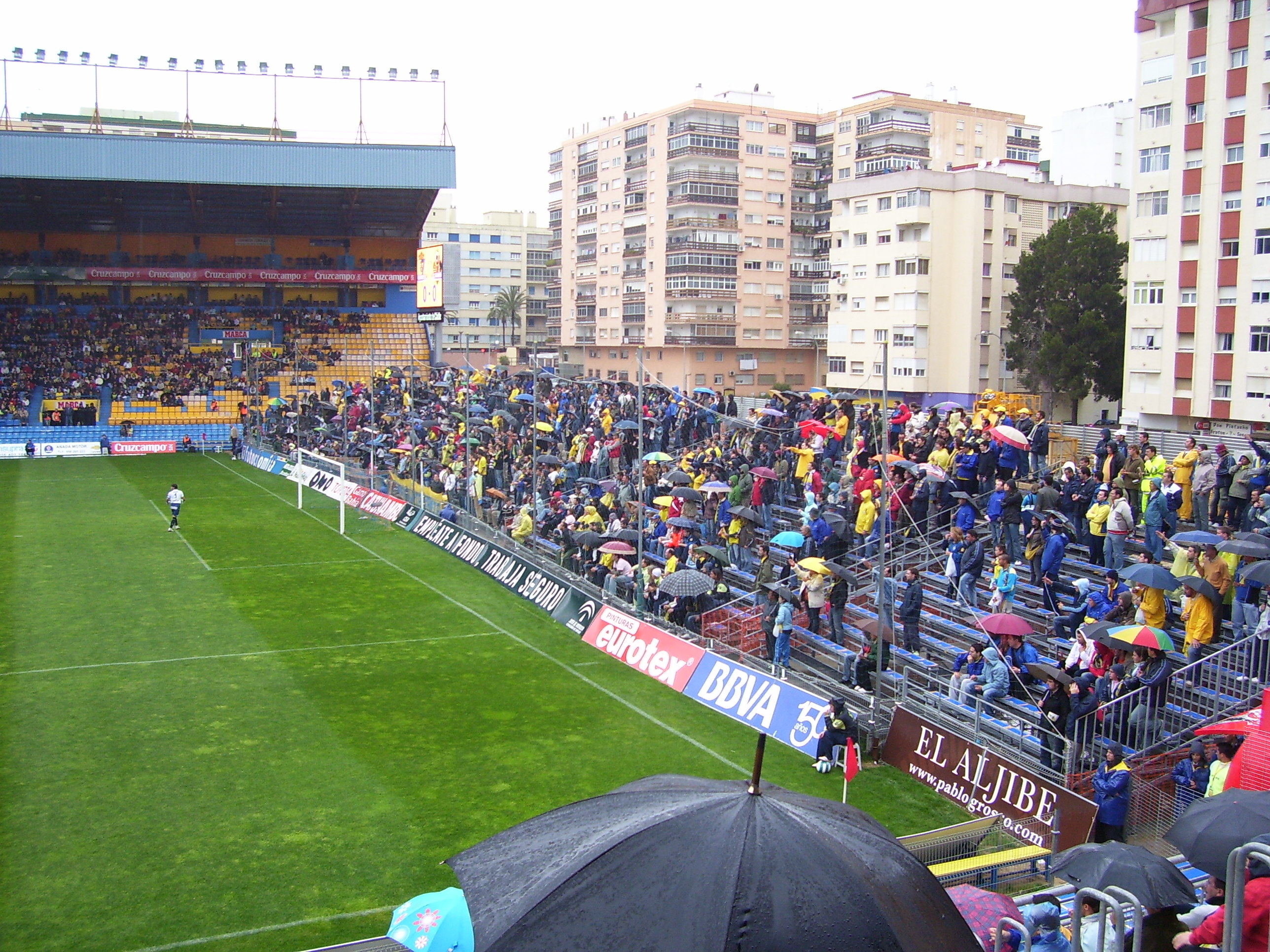
Die alte Nordtribüne (2006)